# Essence Carson
Essence Carson, née le 28 juillet 1986 à Paterson dans le New Jersey, est une joueuse professionnelle américaine de basket-ball. Mesurant 1,83 m, elle évolue au poste d’arrière.

## Biographie
Au lycée de Paterson, elle était aussi une excellente joueuse de volley-ball et coureuse de 400 mètres.
Formée à l'Université de Rutgers, elle est choisie 7e choix de draft WNBA 2008 par le Liberty de New York. Sur ses deux premières saisons en WNBA, elle tourne à 10,0 points, 2,1 rebonds et 1,4 passe. En 2007-2008, elle joue en Euroligue avec le TTT Riga, compilant 18,8 points, 5,8 rebonds, 2,7 passes et 1,6 interception, domaine dans lequel elle dominait la compétition. Elle a cumulé 33 points et 9 rebonds contre Brno, avant de terminer la saison à Venise.
Elle a également remporté la médaille d'or au championnat du monde des 21 ans et moins en 2007 avec l'équipe nationale américaine. Athlétique, elle est également une très bonne défenseure.
De novembre 2009 à janvier 2010, cette diplômée en musicologie remplace Ana Lelas blessée au CJM Bourges (9 matches en championnat).
Pour la saison WNBA 2010, son rôle au Liberty change puisque l'arrivée de Cappie Pondexter la relègue sur le banc, en tant que joker défensif (10 minutes de jeu). Elle s'illustre cependant par de belles sorties, comme ses 17 points pour le premier match des play-offs où elle met de plus Tamika Catchings sous l'éteignoir. Sélectionnée au WNBA All-Star Game 2011, elle inscrit en 2012 sa meilleure moyenne en carrière (11,6 points par encontre), aux rebounds (3,4), contres (0,7) et minutes (27,3) en 34 rencontres dont 23 titularisations. In 2011 she was selected to represent the East in the WNBA All-Star Game. Elle resigne en mars 2013 au Liberty.
Après une saison en Israël à Bnot Herzliya (19,4 points, 5,1 rebonds, 2,2 passes décisives et 2,5 balles perdues), elle s'engage pour 2015-2016 avec le club turc de Canik Belediye.
Après huit saisons WNBA à New York, elle signe avec les Sparks de Los Angeles.
Les Sparks remportent le titre de champion de la saison WNBA 2016. 
Elle démarre la saison aux Mystics, mais est laissée libre mi-août, puis est engagée par le Sun du Connecticut.

## Palmarès
- Championne du Monde Espoirs en 2007[13]
- Championne d'Amérique Espoirs en 2006[13]
- Championne du Monde Juniors en 2005[13]
- Championne WNBA 2016[11]

## Distinctions personnelles
- Sélectionnée au WNBA All-Star Game 2011.